# Turó d'en Canaleta
El Turó d'en Canaleta és una muntanya de 502 metres que es troba al municipi de Santa Coloma de Farners, a la comarca de la Selva.